# فنجاني أبيض
فنجاني أبيض (الاسم العلمي: Peziza alba) هو نوع من الفطريات يتبع جنس الفنجاني من فصيلة الفنجانية.